# The Eternal Idol
The Eternal Idol är Black Sabbath trettonde studioalbum, utgivet den 1 november 1987. Albumet är det första med Tony Martin på sång. Eric Singer, sedermera trummis i Kiss, hanterar trumstockarna.

## Låtförteckning
1. "The Shining" - 5:38
2. "Ancient Warrior" - 5:34
3. "Hard Life to Love" - 5:00
4. "Glory Ride" - 4:48
5. "Born to Lose" - 3:43
6. "Nightmare" - 5:17
7. "Scarlet Pimpernel" - 2:07
8. "Lost Forever" - 4:00
9. "Eternal Idol" - 6:35